# Milorad Arsenijević
Milorad Arsenijević (serbisch-kyrillisch Милорад Арсенијевић, * 6. Juni 1906 in Smederevo, Königreich Serbien; † 18. März 1987 in Belgrad) war ein jugoslawischer Fußballspieler. Er nahm als Spieler mit der Nationalmannschaft seines Landes an den Olympischen Spielen 1928 und der Fußball-Weltmeisterschaft 1930 teil.

## Karriere

### Verein
Arsenijević begann in der Jugend des FK Mačva Šabac auf Vereinsebene, Fußball zu spielen. 1921 rückte er in die erste Mannschaft im Seniorenbereich auf. Nach dem Schulabschluss zog er nach Belgrad, um ein Studium zu beginnen. Dort schloss er sich dem Beogradski SK an, einem der dominierenden Vereine des jugoslawischen Fußballs zu jener Zeit, für den er bis zum Ende seiner Karriere 1938 spielte.

### Nationalmannschaft
Am 10. April 1927 debütierte Arsenijević beim 0:3 in einem Freundschaftsspiel gegen Ungarn in der jugoslawischen Nationalmannschaft. Im Jahr darauf nahm er am Fußballturnier bei den Olympischen Spielen 1928 teil. Er stand in der Mannschaft, die Portugal im Achtelfinale mit 1:2 unterlag und aus dem Turnier ausschied.
Bei der Weltmeisterschaft 1930 stand er ebenfalls im jugoslawischen Aufgebot. Dort kam er in beiden Vorrundenspielen gegen Brasilien und Bolivien sowie im Halbfinalspiel gegen den Gastgeber und späteren Weltmeister Uruguay zum Einsatz.
Sein letztes von 52 Länderspielen bestritt er am 13. Dezember 1936 beim 0:1 im Freundschaftsspiel gegen Frankreich im Pariser Parc des Princes.

### Trainerkarriere
Nach dem Ende seiner aktiven Laufbahn war Arsenijević als Trainer aktiv. Von 1946 bis 1954 betreute er die jugoslawische Nationalmannschaft, mit der er bei den Olympischen Spielen 1948 in London und vier Jahre später bei den Spielen 1952 in Helsinki jeweils die Silbermedaille gewann.
Bei der Weltmeisterschaft 1950 in Brasilien verpasste sein Team nur knapp hinter der Mannschaft des Gastgebers den Einzug in die Endrunde. Später trainierte er einige Jahre den Belgrader Zweitligisten FK Železničar.